# عبد الرحمن محمد (لاعب كرة قدم مواليد 1988)
عبد الرحمن محمد (مواليد 16 مارس 1988 ، لاعب كرة قدم قطري يجيد اللعب في مركز الوسط لعب سابقاً مع منتخب قطر الوطني.

## مسيرة اللاعب
لعب سابقاً مع أندية الأهلي و لخويا و الوكرة و قطر و السيلية و الخريطيات.

## روابط خارجية
- عبد الرحمن محمد على موقع Soccerway.com (الإنجليزية)